# Allium latifolium
Allium latifolium är en amaryllisväxtart som beskrevs av Hippolyte François Jaubert och Édouard Spach. Allium latifolium ingår i släktet lökar, och familjen amaryllisväxter. Inga underarter finns listade i Catalogue of Life.

## Bildgalleri

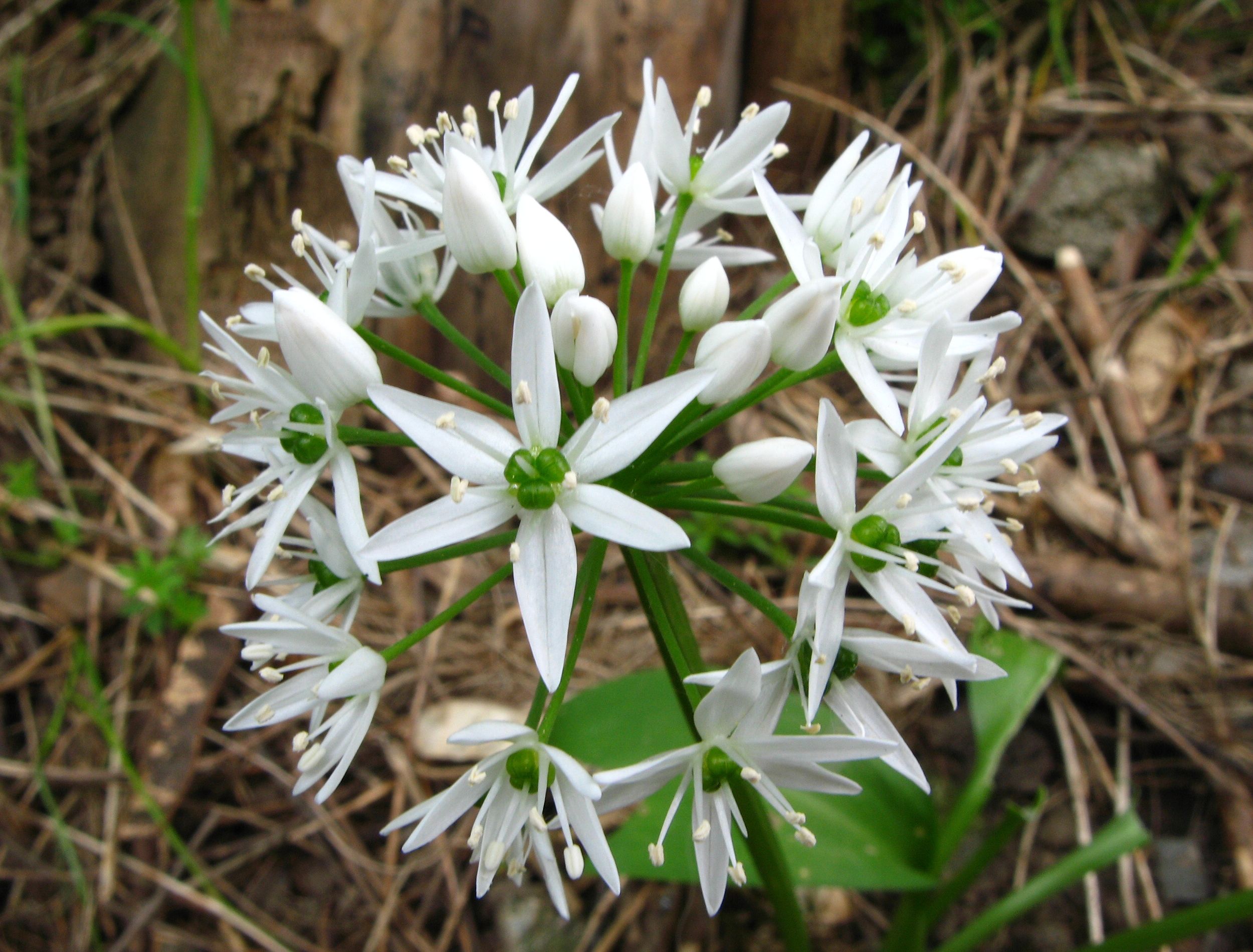
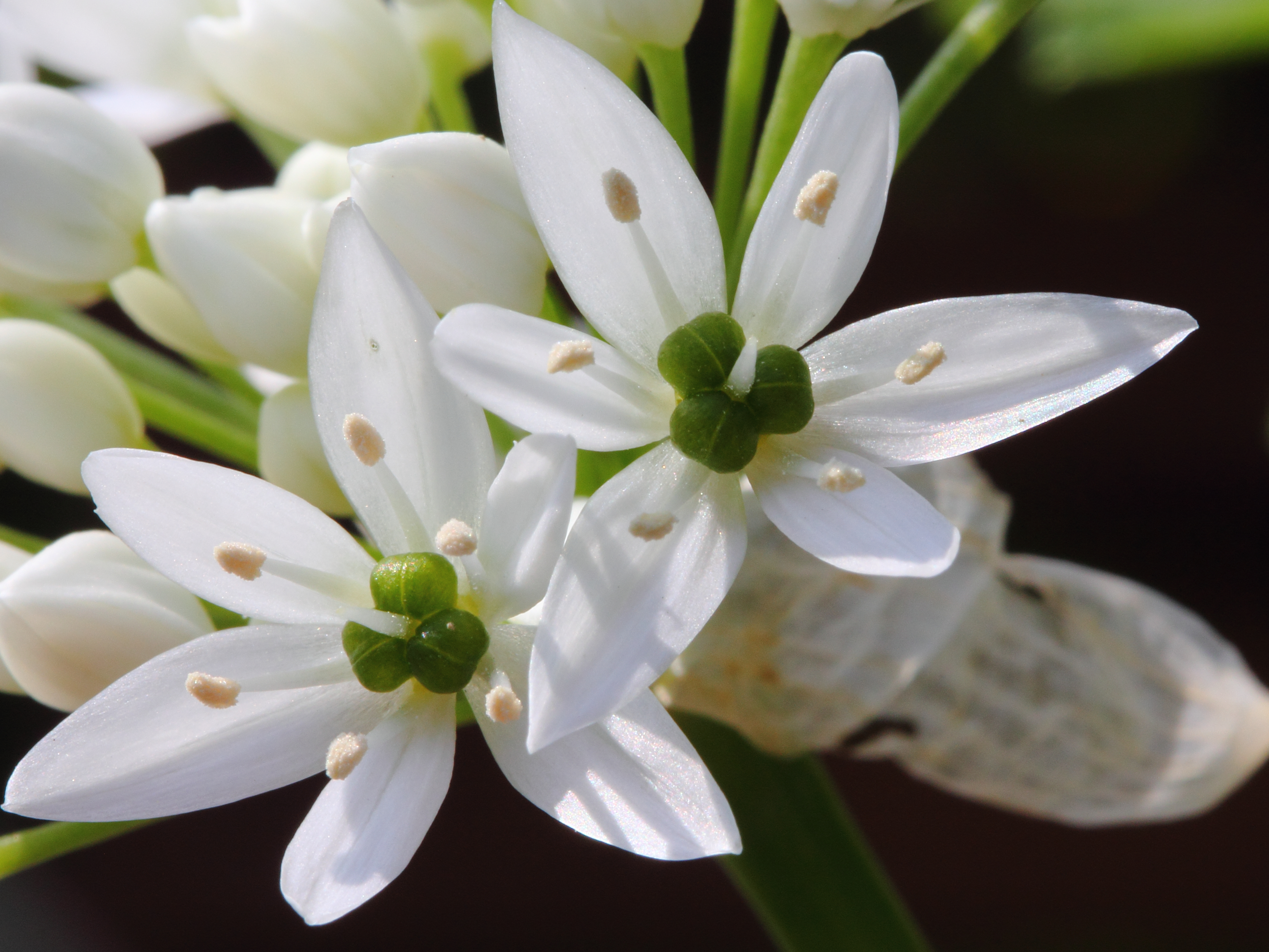
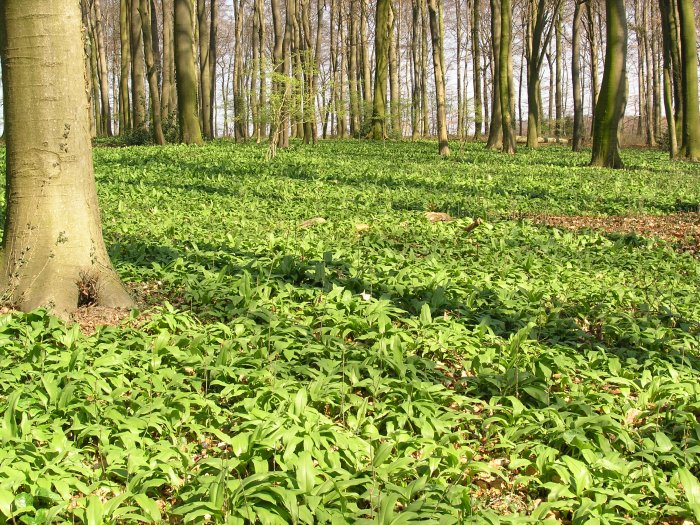
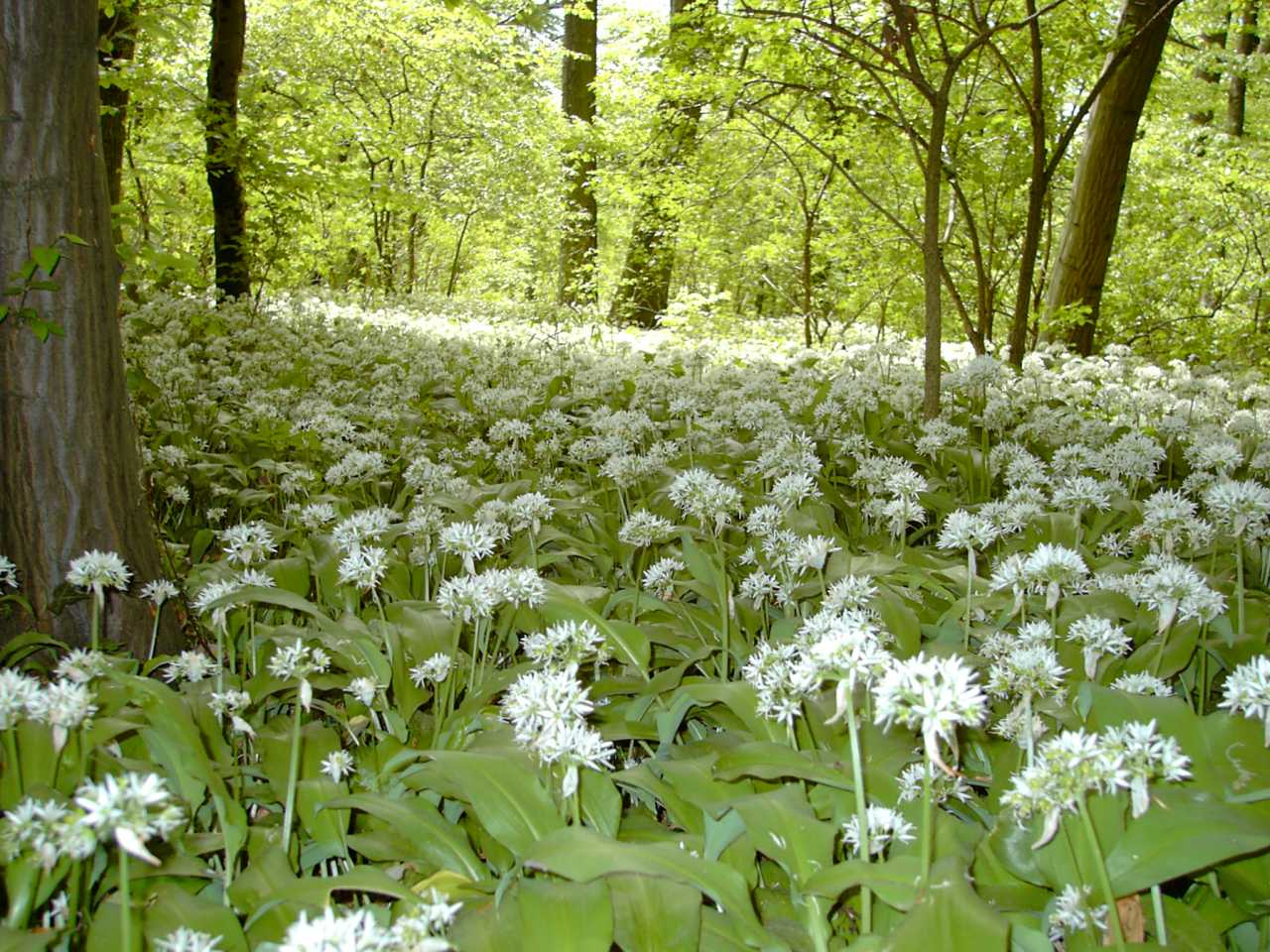
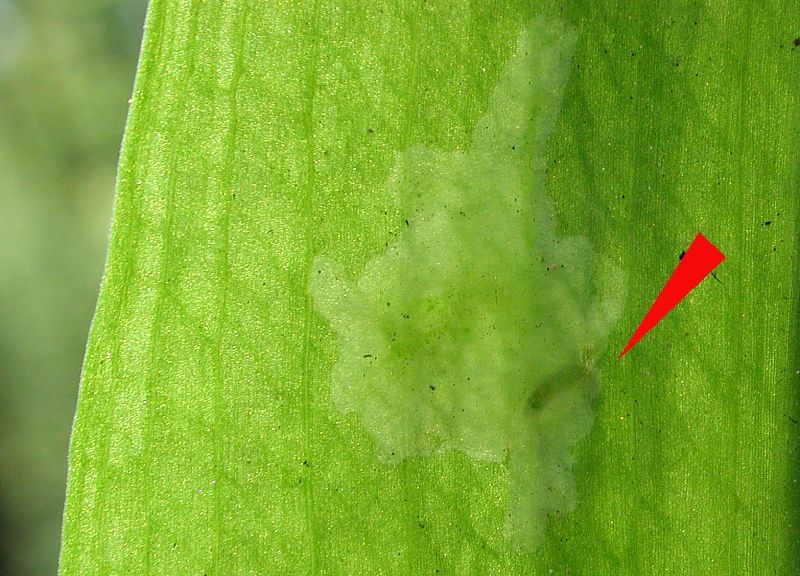
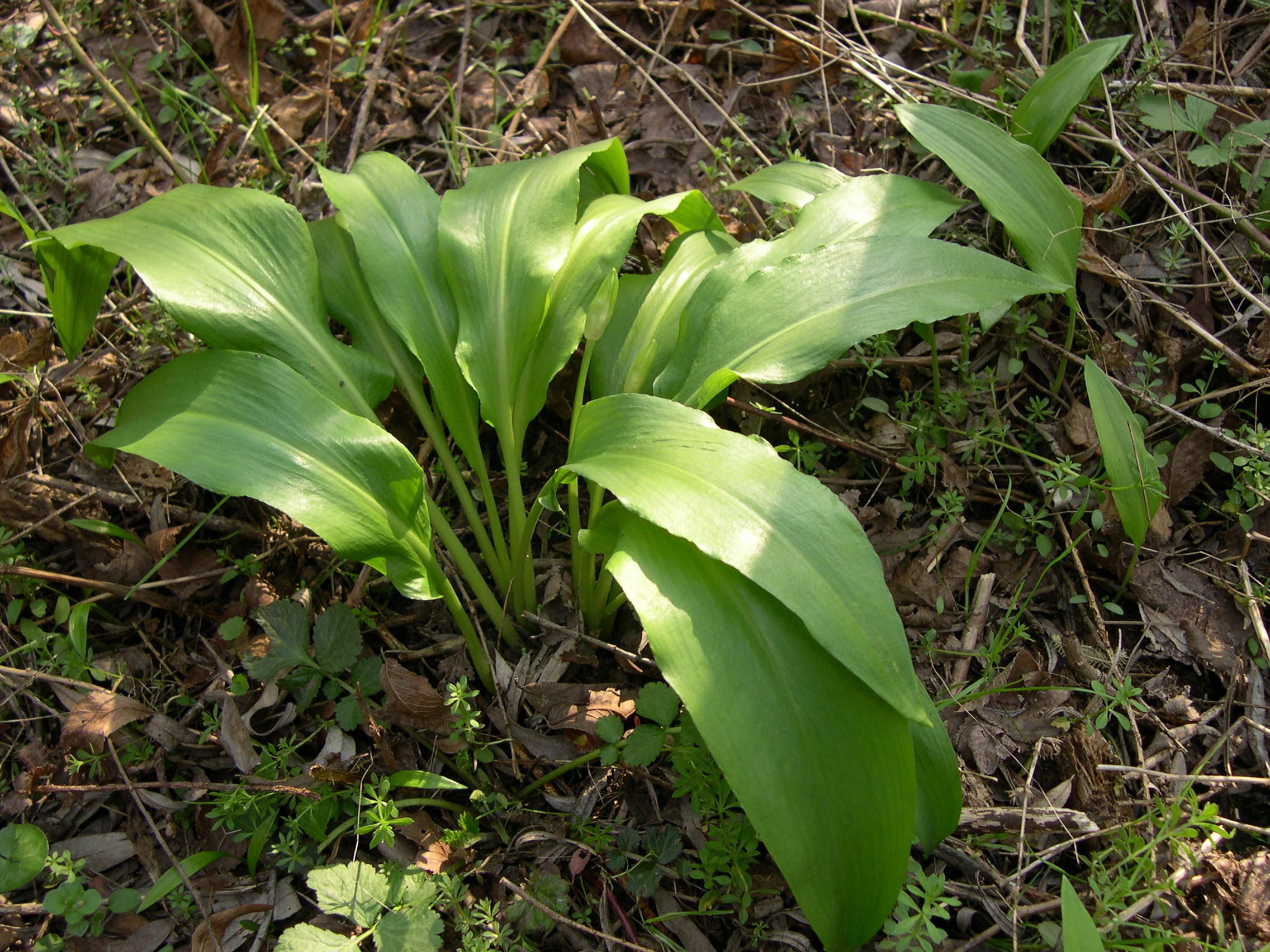